# 松尾鉱山跡地の森林化
松尾鉱山跡地の森林化（まつおこうざんあとちのしんりんか）では、岩手郡松尾村（現・岩手県八幡平市）に存在した松尾鉱山の跡地の森林化について説明する。

## 概要
松尾鉱山は、1914年（大正3年）に創業し、東洋一と言われるほどの硫黄産出量で科学産業を支え、繁栄していた。しかし、石油精製過程で産出される人工硫黄によって天然硫黄の需要は激減し、1969年（昭和44年）に経営破綻し閉山。跡地は鉱滓がむきだしの状態で放置され、緊急覆土工事によって粘土が厚く敷きつめられたものの、長年にわたり植物が生えない荒れ果てた姿をさらし続けた。
このことに心を痛めた有志が植樹試験を始め、2002年からは市民による植樹活動組織が誕生。2020年代になると木々も育ち、ツキノワグマやカモシカも住むほどの深い森がよみがえった。

## 位置
岩手県八幡平市（旧：岩手郡松尾村）、奥羽山脈の中腹の標高1000メートルに位置し、十和田八幡平国立公園を東西に貫く観光道路八幡平アスピーテラインの東側ゲート付近に位置する。

## 跡地の荒廃
閉山後の鉱山跡地には、硫黄の鉱滓が大量に推積されており、車で走ると粉塵に引火し、排気管から青い火が尾をひくと恐れられ、鉱滓に触れた雨水が強い酸性を帯び、下流の北上川沿いに甚大な被害をもたらす恐れがあった。
このため岩手県は、「鉱害発生源対策」として、鉱区のほぼ全域を均し、粘土を厚く敷きつめた後に重機で堅く踏み固め、排水路をめぐらすなど雨水が地下にしみ込まない措置を講じ、さらにその表層に牧草を播種する「緑化工」を行ってきた。
しかし、踏み固めた緻密な土層には、植物の成長に欠かせない水分や空気、栄養素も含まれておらず、表層に基盤材と混ぜて吹き付けた牧草の種は根が育たず、年々植生が衰退していった。植生が衰えむき出しになった斜面では、雨風による浸蝕で土壌の崩壊もみられるようになってきて、木が根づかないと草の維持も難しいことを示した。
このような状況に心を痛め、植樹の試験に取り組む事例もあったが、予測を超える厳冬期の烈風や土壌の凍結、酷暑や乾燥などの厳しい環境条件に阻まれ、期待した成果を挙げることができなかった。
| 年   | 試験植樹団体     | 場所               | 試験した主な樹種           |
| ---- | ---------------- | ------------------ | -------------------------- |
| 1962 | 小岩井農牧kk     | 露天掘跡南北斜面   | アキグミ・ダケカンバ       |
| 1987 | 電源振興センター | 露天堀跡底部       | ナナカマド・ブナ・アキグミ |
| 1995 | 東北地域環境研   | 露天掘跡東向き斜面 | ナナカマド・ダケカンバ     |

## 利用構想への対応
鉱山跡地は八幡平アスピーテライン脇に位置し、広大な原野は一般市民や県内外から来る観光客の目にとまりやすかった。広い荒廃地に目をつけた団体による重機を使う災害復旧の訓練施設つくり構想を皮切りに、観光牧場、修学旅行の自然体験、サーキットランド、はては心霊スポット探訪ツアーなどの利用構想が個別に多数表明され、公的なシンポジウムも開かれる等、広く関心を集め始めていた。
この事態に、鉱山跡地を管轄する盛岡森林管理署は、錯綜する問題処理の対応を民間窓口に一本化するため、2002年から植樹活動に取り組み、全面的に協賛していた市民団体に対応を委ねることとした。
管理署からの働きかけを受けた（社）東北地域環境計画研究会は、志を同じくする友好団体である、NPO法人森びとプロジェクト委員会と、NPO法人岩手NPOセンターに呼びかけ、この三者で2008年2月1日、「松尾鉱山跡地再生の森協議会」を結成。2008年5月20日、盛岡森林管理署と、鉱害発生源対策を担う岩手県との三者で「松尾鉱山跡地における森づくりに関する協定書」を締結。
こうした動向が報じられると、広く共感を呼び、問題意識を抱えつつも森づくりに手を出しかねてた多くの市民が手弁当で自主参加し、全山120ヘクタールに及ぶ広大な鉱山跡地の森づくりが本格化した。

### 活動の範囲と分担区域
| 区域（略称）                    | 面積   | 主な植樹挑戦団体                              |
| ------------------------------- | ------ | --------------------------------------------- |
| B堆積場・残土処理場・露天掘り跡 | 68.7ha | 東北地域環境計画研究会 松尾森の再生研究会     |
| 元山堆積場（一部貸付地含む）    | 39.5ha | もりびとプロジェクト委員会 環境生態工学研究所 |
| A堆積場                         | 11.8ha | 岩手県環境保全課 環境生態工学研究所           |

## 市民参加による再生
鉱山跡地は気象や土壌条件が極めて劣悪で、里山植林の常識では太刀打ちできないほど苛酷だった。

### 成否の要素
森づくりに取り組む各団体は、毎年春に開く協議会の総会の場で、所轄の森林管理署や県の立ち合いのもと、活動の成果や問題点を検証し合う。
数多く植えた苗木が次々と枯れる劣悪な条件下であっても、ミヤマハンノキやアキグミなどの空気中の窒素を取り込んで栄養にする「根粒菌との共生樹種」や、ダケカンバなど地表に根を這わせ、薄い表土にも適合する「水平根の樹種」は育った事から、やせ地にも適合するたくましい生態が改めて注目されていた。
また、固い粘土層では草木が根付きづらいことから、各団体は麓の村にある耕作放棄した畑の土や雑木林の表土などを掘り取り、トラックで大量に運び込んで植え床を高く盛り上げたり、冬の強烈な風を避けるために防風垣を工夫したりと、経験から探り当てた技術を糧に成果を実らせていった。
| 場所                                                                         | 担当                     | 時期                                              | 人数                                | 植樹本数                                                                                              |
| ---------------------------------------------------------------------------- | ------------------------ | ------------------------------------------------- | ----------------------------------- | --- |
| 最も広いB堆積場の384区画 （2×2mに黒土を各100kg盛り上げ）                     | 東北地域環境計画研究会   | 2008年7月5日                                      | 夏期：29団体144人 秋期：28団体223人 | ダケカンバ（102本）、ミヤマハンノキ（314本）、ナナカマド（160本）など 自家採種し育成した苗木計1,339本 |
| 最もユニークな植え床の元山堆積場 （里山の土を運び上げ、2×10mの盛り土20区画） | 森びとプロジェクト委員会 | 2014年6月21日 第12回ふるさとの森づくり として実施 | 182人                               | ミズナラ（1,860本）、ナナカマド（380本）、トチ（380本）など 自家採種し育成した苗木計3,000本           |

2008年10月に初めての市民参加となる、露天掘り跡地の試験植樹が、地元の少年少女とその保護者の協力で始まった。彼らはこの夏に行われた「八幡平・外来雑草駆除作戦」にも挑戦していた。　　　

## 現況と懸念事項
鉱害の発生源対策であった緑化工は、捲いた外来牧草が勢力を弱めた荒廃地に、牧草の種に紛れ込んでいたと考えられるブタナ、コウリンタンポポ、フランスギクなどが随所で群生し始めていた。種のついた綿毛が風に乗り、国立公園の特別保護地区にまで侵入し、貴重な植生を攪乱する恐れがあるため、地元の公共団体も支援する「外来雑草除去作戦」が毎年行われるようになり、公園管理上からも早急な除去駆除対策の確立が求められていた。だが、期せずして同じ頃に植樹活動が始まった。日照と荒廃地を好み、陽光性とも攪乱依存種とも言われる外来雑草群は、年々森づくり活動が盛んになり、成長した木の影が地表を覆うようになるにつれ姿を消し、「外来雑草の元凶は鉱山跡地だ」と指摘されることはなくなった。
鉱滓の山が外来牧草により緑化され衰退し、植樹された苗木の中から、厳しい環境のもとで生存競争を生き抜いたミヤマハンノキやアキグミなどの先駆種の木々が森を蘇らせている。「ここが先駆種の森なのは不自然だ、ブナ・ミズナラなど本来の植生の自然林に還すべきだ。」という議論がある。
荒廃した鉱山跡地は時代を経て様々な植生の姿を映してきた。しかし、鉱山跡地が鉱害発生源対策として莫大な費用と労力を投じ、鉱滓の山を重粘土で覆った特殊な山である事実は看過できない点である。そこにブナやミズナラといった直根性や深根性と言われる種類の樹木が生えた場合、粘土層が穴だらけにならないかといった懸念が存在する。